# Elizabeth Rendic Olate
Elizabeth Rendic Olate (Santiago de Chile, 4. rujna 1952.) je čilska liječnica i pjesnikinja hrvatskog podrijetla.
Studirala je medicinu na Universidad de Chile u Santiagu, gdje je stekla naslov doktora kirurgije (médico-cirujano) 1977. godine.
1970-ih je bila vodila odjel za zdravstvo tajnog Pokreta revolucionarne ljevice (Movimiento de Izquierda Revolucionaria, MIR) koji su Pinochetove vlasti proganjale.
Bila je žrtvom torture i progona u Čileu. CNI ju je zatočila 1982., a ratni ju je sud osudio 17. studenoga 1982. Zbog kršenja njenih ljudskih prava njen je slučaj bio postao temom zanimanja i američkih kongresnika (kongresnik Green). Bila je zatočena u CDP u San Miguelu.

1988. je objavljena zbirka pjesama i kratkih priča pet političkih zatvorenica iz Čilea iz doba Pinochetove vladavine. Zbirka se zove Poesia Prisionera Escritura De Cinco Mujeres Encarceladas , a sadrži djela Viviane Herrere, Sandre Trafilaf, Belinde Zubicuete, Ane Iris Varas i Elizabeth Rendic.

## Vanjske poveznice
- Integramedica  Arhivirana inačica izvorne stranice od 12. ožujka 2012. (Wayback Machine)
- Movimiento 10 de septiembre ES BUENO RECORDAR PARA NO OLVIDAR